# Luigi Rossi
Luigi Rossi (ur. ok. 1598 w Torremaggiore, zm. 19 lutego 1653 w Rzymie) – włoski kompozytor, śpiewak i organista okresu baroku. Zasłynął jako współtwórca stylu bel canto.

## Życiorys
Studiował w Neapolu u Giovanniego de Macque. Od stycznia 1620 przebywał w Rzymie w służbie księcia Sulmony Marcantonia II Borghese . 1 kwietnia 1633 został organistą w Kościele św. Ludwika Króla Francji w Rzymie . Od 1635 działał na dworze Medyceuszy we Florencji. W 1641 wrócił do Rzymu i został muzykiem na dworze kardynała Antonia Barberiniego . W czerwcu 1646 na zaproszenie kardynała Mazarina przybył do Paryża; lato spędził na dworze królewskim w Fontainebleau. Na prośbę Mazarina skomponował operę Orfeo, której premiera odbyła się 2 marca 1647 . Opera spotkała się z opozycją zwolenników muzyki francuskiej, a wrogowie Mazarina potępili wysokie koszty poniesione na realizację przedstawienia .
Poza Orfeo, skomponował też operę Il palazzo incantato (praremiera w Rzymie, 22 lutego 1642), ok. 225 kantat, 3 oratoria, 8 motety, arie i tańce .